# Seán T. O’Kelly
Seán Thomas O’Kelly, irl. Seán Tomás Ó Ceallaigh (ur. 25 sierpnia 1882 w Dublinie, zm. 23 listopada 1966 tamże) – irlandzki polityk, drugi prezydent tego kraju, wieloletni deputowany do Dáil Éireann (izby niższej irlandzkiego parlamentu), wielokrotny minister.

## Życiorys
Urodził się w Dublinie, w domu przy Capel Street. Wykształcenie odebrał w Richmond Street Irish Christian Brothers School. W 1898 został młodszym asystentem w Irlandzkiej Bibliotece Narodowej.

### Początki kariery politycznej
W tym samym roku wstąpił do Ligi Gaelickiej. W 1910 został członkiem rady zarządzającej Ligi, a w 1915 jej sekretarzem generalnym.
W 1905 wstąpił do Sinn Féin, małej partii kapitalistów. W latach 1908–1925 był jej honorowym sekretarzem. W latach 1906–1924 był członkiem Dublin Corporation. W marcu 1915 wyjechał do Nowego Jorku by poinformować członków Ligi Gaelickiej o planach powstania w Irlandii. Ówczesny przewodniczący Ligi Gaelickiej, Patrick Pearse, mianował go swoim szefem sztabu na wypadek wybuchu powstania.
Po powstaniu wielkanocnym został aresztowany, zwolniony i ponownie aresztowany. W końcu uciekł z więzienia i przedostał się do Irlandii. W pierwszych powojennych wyborach do brytyjskiej Izby Gmin wygrał wybory w okręgu Dublin College Green. Razem z innymi deputowanymi z Sinn Féin odmówił zajęcia miejsca w brytyjskim parlamencie i utworzył irlandzki parlament, zwany Dáil Éireann, z siedzibą w Dublinie. O’Kelly był pierwszym speakerem tego Parlamentu. Był delegatem Irlandii na konferencję pokojową w Wersalu i odmówił uznania podpisanego tam traktatu.
Był bliskim współpracownikiem Éamona de Valery, premiera Irlandii. Występował przeciwko anglo-irlandzkiemu traktatowi z grudnia 1921, sankcjonującemu podział Szmaragdowej Wyspy. Kiedy w proteście przeciwko postanowieniom traktatu de Valera zrezygnował z funkcji szefa rządu (6 stycznia 1922) O’Kelly powrócił z Paryża w celu negocjowania kompromisu między rządem a radykałami z IRA. Wywołało do złość de Valery, który kazał O’Kelly’emu wracać do Francji.
O’Kelly nie zdążył przed wybuchem wojny domowej. Do grudnia 1923 siedział w więzieniu. Po uwolnieniu, do 1925, przebywał w USA jako wysłannik Sinn Féin.

### Na stanowiskach ministerialnych
Wciąż pozostał bliskim współpracownikiem de Valery. Kiedy w 1926 ten ostatni opuścił Sinn Féin i założył swoją własną republikańską partię, Fianna Fáil, O’Kelly podążył za nim, stając się jednym z członków założycieli nowej partii, która w 1932 wygrała wybory parlamentarne. De Valera, jako nowy premier, mianował O’Kelly’ego ministrem ds. samorządu lokalnego. O’Kelly oraz minister obrony, Frank Aiken, wywołali poważny skandal nie dopuszczając gubernatora generalnego Wolnego Państwa Irlandzkiego, Jamesa McNeilla, do dawnego pałacu lorda namiestnika, gdzie gubernator miał w imieniu króla Jerzego V powierzyć de Valerze misję tworzenia rządu. Wywołało to poważny zgrzyt na linii Dublin-Londyn.

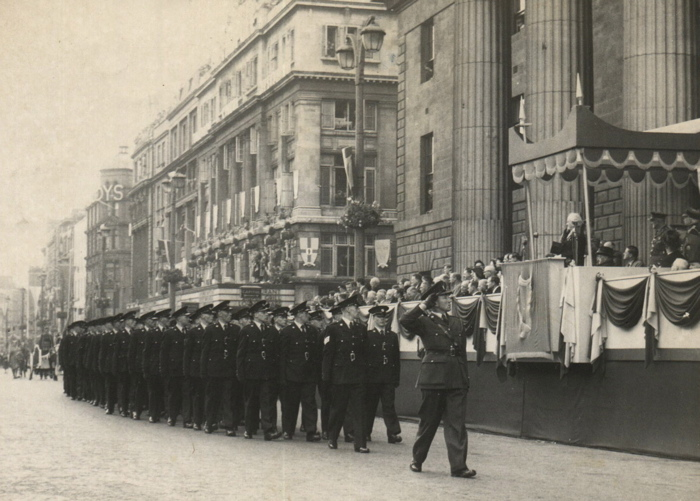
Prezydent O’Kelly odbiera defiladę przed gmachem Poczty Głównej w 1954

W 1938 pojawiły się pogłoski, że de Valera mianuje O’Kelly’ego kandydatem Fianna Fáil na prezydenta Irlandii, urząd, który w miejsce urzędu gubernatora miała wprowadzić przygotowywana właśnie konstytucja. W wyścig do urzędu prezydenta włączył się burmistrz Dublina, Alfie Byrne, prywatnie przyjaciel O’Kelly’ego. To skłoniło irlandzkie partie do porozumienia i nominowanie wspólnego kandydata. Ostatecznie został nim Douglas Hyde, założyciel Ligi Gaelickiej.
W 1939 O’Kelly został ministrem finansów. Na tym stanowisku doprowadził w 1942 do przyjęcia The Central Bank Act i tym samym utworzenia Centralnego Banku Irlandii.

### Prezydent Irlandii
W 1945 zrezygnował ze wszystkich funkcji rządowych, kiedy w głosowaniu powszechnym został wybrany 2. prezydentem Republiki Irlandzkiej. Przeciwnikami O’Kelly’ego w tych wyborach byli Seán Mac Eoin i Patrick McCartan. Podczas swojej wizyty w Watykanie popełnił swoje pierwsze poważne faux pas, kiedy powiedział dziennikarzom jaka jest prywatna opinia papieża Piusa XII o komunizmie. Wywołało to napięcie na linii papież-Józef Stalin.
Został w 1952 wybrany na drugą kadencję. W tym czasie odwiedził wiele krajów europejskich, a w 1959 przemawiał w Kongresie Stanów Zjednoczonych. W 1959 odszedł na emeryturę. Jego następcą został Éamon de Valera.
Jako prezydent O’Kelly nie skierował żadnej ustawy do Sądu Najwyższego w celu rozpatrzenia jej zgodności z Konstytucją. Czterokrotnie rozwiązywał Parlament (w 1948, 1951, 1954 i 1957), za każdym razem za radą premierów, którymi byli de Valera i John A. Costello.

### Po prezydenturze
Po swoim odejściu z funkcji prezydenta „The Irish Times” opisał go jako modelowego prezydenta. O’Kelly zmarł 23 listopada 1966 i został pochowany na cmentarzu Glasnevin w Dublinie.

## Życie prywatne
Był dwukrotnie żonaty. Po raz pierwszy ożenił się w 1918 z Mary Kate Ryan. Po jej śmierci w 1934 ożenił się z jej siostrą, Phyllis. Ślub odbył się w 1936. Nie doczekał się potomstwa.